# Maxime Vuillaume
Maxime Vuillaume, né à Saclas le 19 novembre 1844 et mort à Neuilly-sur-Seine le 25 novembre 1925, est un ingénieur et pamphlétaire français, personnalité de la Commune de Paris.

## Biographie
Fils de Claude Joseph Vuillaume et Augustine Grégoire son épouse, Maxime Marie Abel Joseph Guillaume, né en Seine-et-Oise (Essonne), est ancien élève de l'École des mines'. Dans sa jeunesse parisienne, il a fréquenté les milieux révolutionnaires. Il est l'auteur, en dehors des Cahiers rouges, de nombreux ouvrages de vulgarisation scientifique et a été principalement journaliste après son retour d'exil.
Il fonde en 1871 avec Eugène Vermersch et Alphonse Humbert le Père Duchêne, reprise du nom du journal d'Hébert.
Après la Semaine sanglante, il se réfugie avec Eugène Protot et d'autres communards en Suisse, en passant en mai 1871 par le Jura (voir Exil des communards). Il est alors engagé en 1872 comme secrétaire par l'entrepreneur Louis Favre. Il séjourne à Altdorf dans le canton d'Uri pour les besoins de l'entreprise. Eugène Vermersch qui a quitté Londres en 1874 revoit son ami Vuillaume à Altdorf avant de retourner à Genève puis à Londres. Témoin de la progression de ce vaste chantier et auteur du récit de percement, Maxime Vuillaume est pour sa part secrétaire général de l'entreprise du tunnel du Saint-Gothard, lors de la phase active de creusement.
Grâce à ses nombreux articles publiés dans La Nature (revue des Sciences) sous le nom de plume Maxime Hélène, il fait connaître l'avancement des travaux au grand tunnel du Gothard et la personne de Louis Favre. Il publie aussi des articles sur les explosifs, son domaine.
En 1878, Louis Favre lui confie, pour les besoins du percement du tunnel, la direction de la fabrique de dynamite installée à Varallo-Pombia au Piémont. En 1882, il est directeur d'une nouvelle fabrique de dynamite en Ligurie. Il devient ensuite directeur de la Société continentale des Glycérines et Dynamites, fondée à Lyon en 1882. La création de la société confirme la participation franco-italienne dans l’industrialisation du Nord de l’Italie.
Maxime Vuillaume est en effet directeur de cette société de concert avec Léopold Silvestrini « ancien professeur de chimie industrielle à l'Institut technique de Novare ».
Il fait partie des survivants à témoigner de l'épisode de la Commune de Paris, avec Victorine Brocher et Gustave Lefrançais. Il publie en effet Mes Cahiers Rouges qui sont préfacés par Lucien Descaves en 1908.
Il retourne ensuite à Paris. Il intervient comme journaliste dans diverse revues et dans L'Aurore. C'est un chroniqueur et mémorialiste de premier ordre, étonnant glaneur de petits faits. Il a été syndic de l'Association des journalistes républicains. Veuf et âgé, il séjourne à la fondation Galignani de Neuilly-sur-Seine et y meurt le 25 novembre 1925.
Jules Verne utilise ses articles publiés dans La Nature sur le projet Roudaire pour écrire son roman L'Invasion de la mer où il est cité au chapitre IV sous son pseudonyme de Maxime Hélène.

## Publications
- La Nature, nombreux articles de vulgarisation sous le pseudonyme de Maxime Hélène, 1876 à 1889
- Les galeries souterraines, Maxime Hélène, Paris : Hachette, coll. « La Bibliothèque des merveilles », 1876
- La poudre à canon et nouveaux corps explosifs, sous pseudo Maxime Hélène, Hachette, coll. « La Bibliothèque des merveilles », 1878
- Les nouvelles routes du Globe, sous pseudo Maxime Hélène, G. Masson, 1882
- Le bronze, sous pseudo Maxime Hélène, Paris, Hachette, coll. « La Bibliothèque des merveilles », 1890
- « Mes cahiers rouges »  (avant-propos de Lucien Descaves), Cahiers de la Quinzaine, Paris,‎ 1908-1914.A été édité sous forme de 10 cahiers séparés qui n'ont, avant l'édition de 2011 à La Découverte, jamais fait l'objet d'une édition complète (voir article Mes cahiers rouges).
- Mes Cahiers Rouges au temps de la Commune, Paris, Librairie Paul Ollendorff, avril 1910, 442 p.Cette édition qui « regroupe les sept premiers Cahiers avec quelques variantes et force suppressions – les Cahiers IV et VII ont été substantiellement élagués. » est celle qui a été utilisée pour les éditions modernes de 1953, 1971 et 1998 (voir article Mes cahiers rouges).